# KNVB-Pokal 1983/84
Der KNVB-Pokal 1983/84 war die 66. Auflage des niederländischen Fußball-Pokalwettbewerbs. An ihr nahmen die 18 Mannschaften der Eredivisie, die 17 Teams der Eerste Divisie und 29 Vertreter aus dem Amateurbereich teil. Alle Mannschaften starteten in der 1. Runde, in der unterklassige Vereine Heimrecht hatten. 
Pokalsieger wurde Feyenoord Rotterdam. Das Team setzte sich im Finale gegen Fortuna Sittard durch. Da Feyenoord auch nationaler Meister wurde, nahm der unterlegene Finalist am Europapokal der Pokalsieger teil.

## Modus
Alle Begegnungen wurden in einem Spiel entschieden. Bei unentschiedenem Ausgang wurde das Spiel auf des Gegners Platz wiederholt. Stand es auch im Wiederholungsspiel nach 90 Minuten unentschieden, kam es zur Verlängerung und falls nötig zum Elfmeterschießen.

## 1. Runde
| Datum      |                         | Ergebnis |                          |
| ---------- | ----------------------- | -------- | ------------------------ |
| 08.10.1983 | ACV Assen               | 0:7      | Roda JC Kerkrade         |
| 08.10.1983 | BVV Barendrecht         | 0:2      | RFC Xerxes               |
| 08.10.1983 | SC Cambuur              | 2:2      | PSV Eindhoven            |
| 08.10.1983 | VV DOVO                 | 2:4      | Fortuna Sittard          |
| 08.10.1983 | Drachtster Boys         | 1:3      | DS '79                   |
| 08.10.1983 | Helmond Sport           | 0:0      | HFC Haarlem              |
| 08.10.1983 | MVV Maastricht          | 1:0      | Vitesse Arnheim          |
| 08.10.1983 | NAC Breda               | 5:1      | VV Geldrop               |
| 08.10.1983 | NEC Nijmegen            | 2:0      | Excelsior Rotterdam      |
| 08.10.1983 | VV Noordwijk            | 0:3      | SC Heracles Almelo '74   |
| 08.10.1983 | Oranje Nassau Groningen | 0:1      | VVV-Venlo                |
| 08.10.1983 | K.v.v. Quick Boys       | 1:0      | AWC Wijchen              |
| 08.10.1983 | Rijnsburgse Boys        | 3:1      | Willem II Tilburg        |
| 08.10.1983 | SV Spakenburg           | 1:4      | FC Groningen             |
| 08.10.1983 | SV De Treffers          | 1:1      | VV IJsselmeervogels      |
| 09.10.1983 | Achilles ’29            | 0:5      | Go Ahead Eagles Deventer |
| 09.10.1983 | SV Blerick              | 1:0      | VV Eindhoven             |
| 09.10.1983 | VV Breskens             | 2:0      | DWS Amsterdam            |
| 09.10.1983 | VV DESK                 | 3:3      | VV Caesar Beek           |
| 09.10.1983 | DHC Delft               | 2:4      | FC Den Haag              |
| 09.10.1983 | DWV Amsterdam           | 1:0      | FC Den Bosch ʼ67         |
| 09.10.1983 | USV Elinkwijk           | 1:0      | SC Veendam               |
| 09.10.1983 | FC Emmen                | 3:0      | AFC Amsterdam            |
| 09.10.1983 | BV De Graafschap        | 5:3      | SVV Schiedam             |
| 09.10.1983 | SC Heerenveen           | 0:1      | Feyenoord Rotterdam      |
| 09.10.1983 | HOV/DJSCR Rotterdam     | 0:5      | Ajax Amsterdam           |
| 09.10.1983 | TSV LONGA               | 1:4      | PEC Zwolle '82           |
| 09.10.1983 | ROHDA Raalte            | 02:11    | Sparta Rotterdam         |
| 09.10.1983 | TOP Oss                 | 1:1      | RBC Roosendaal           |
| 09.10.1983 | FC Twente Enschede      | 4:0      | SC Telstar 1963          |
| 09.10.1983 | FC Utrecht              | 1:0      | FC Volendam              |
| 09.10.1983 | FC Wageningen           | 1:5      | AZ '67 Alkmaar           |

### Wiederholungsspiele
| Datum      |                     | Ergebnis              |                |
| ---------- | ------------------- | --------------------- | -------------- |
| 19.10.1983 | VV Caesar Beek      | 1:0                   | VV DESK        |
| 21.10.1983 | VV IJsselmeervogels | 3:2                   | SV De Treffers |
| 26.10.1983 | HFC Haarlem         | 2:1 n. V.             | Helmond Sport  |
| 26.10.1983 | PSV Eindhoven       | 3:2                   | SC Cambuur     |
| 26.10.1983 | RBC Roosendaal      | 2:2 n. V. (1:0 i. E.) | TOP Oss        |

## 2. Runde
| Datum      |                     | Ergebnis |                          |
| ---------- | ------------------- | -------- | ------------------------ |
| 12.11.1983 | MVV Maastricht      | 2:6      | HFC Haarlem              |
| 12.11.1983 | NEC Nijmegen        | 0:0      | K.v.v. Quick Boys        |
| 12.11.1983 | Roda JC Kerkrade    | 1:0      | Rijnsburgse Boys         |
| 12.11.1983 | VV IJsselmeervogels | 1:5      | DS '79                   |
| 13.11.1983 | AZ '67 Alkmaar      | 6:1      | FC Emmen                 |
| 13.11.1983 | SV Blerick          | 2:1      | PEC Zwolle '82           |
| 19.10.1983 | VV Breskens         | 2:2      | VV Caesar Beek           |
| 13.11.1983 | FC Den Haag         | 4:0      | RFC Xerxes               |
| 13.11.1983 | Fortuna Sittard     | 3:0      | Go Ahead Eagles Deventer |
| 13.11.1983 | BV De Graafschap    | 3:2      | SC Heracles Almelo '74   |
| 13.11.1983 | Sparta Rotterdam    | 4:1      | VVV-Venlo                |
| 13.11.1983 | FC Twente Enschede  | 3:1      | FC Utrecht               |
| 30.11.1983 | Feyenoord Rotterdam | 7:0      | USV Elinkwijk            |
| 30.11.1983 | FC Groningen        | 4:0      | RBC Roosendaal           |
| 30.11.1983 | PSV Eindhoven       | 5:1      | NAC Breda                |
| 11.12.1983 | DWV Amsterdam       | 0:6      | Ajax Amsterdam           |

### Wiederholungsspiele
| Datum      |                   | Ergebnis |              |
| ---------- | ----------------- | -------- | ------------ |
| 30.11.1983 | VV Caesar Beek    | 1:0      | VV Breskens  |
| 03.12.1983 | K.v.v. Quick Boys | 2:4      | NEC Nijmegen |

## 3. Runde
| Datum      |                  | Ergebnis |                     |
| ---------- | ---------------- | -------- | ------------------- |
| 08.01.1984 | SV Blerick       | 1:6      | AZ '67 Alkmaar      |
| 08.01.1984 | FC Den Haag      | 1:5      | FC Twente Enschede  |
| 08.01.1984 | NEC Nijmegen     | 1:1      | DS '79              |
| 11.01.1984 | BV De Graafschap | 0:1      | HFC Haarlem         |
| 11.01.1984 | FC Groningen     | 1:0      | Sparta Rotterdam    |
| 11.01.1984 | PSV Eindhoven    | 5:0      | VV Caesar Beek      |
| 11.01.1984 | Roda JC Kerkrade | 1:2      | Fortuna Sittard     |
| 01.02.1984 | Ajax Amsterdam   | 2:2      | Feyenoord Rotterdam |

### Wiederholungsspiele
| Datum      |                     | Ergebnis  |                |
| ---------- | ------------------- | --------- | -------------- |
| 18.01.1984 | DS '79              | 0:2       | NEC Nijmegen   |
| 15.02.1984 | Feyenoord Rotterdam | 2:1 n. V. | Ajax Amsterdam |

## Viertelfinale
| Datum      |                     | Ergebnis |                    |
| ---------- | ------------------- | -------- | ------------------ |
| 29.02.1984 | Fortuna Sittard     | 5:0      | AZ '67 Alkmaar     |
| 29.02.1984 | FC Groningen        | 2:2      | FC Twente Enschede |
| 03.03.1984 | HFC Haarlem         | 4:1      | PSV Eindhoven      |
| 04.03.1984 | Feyenoord Rotterdam | 6:1      | NEC Nijmegen       |

### Wiederholungsspiel
| Datum      |                    | Ergebnis              |              |
| ---------- | ------------------ | --------------------- | ------------ |
| 21.03.1984 | FC Twente Enschede | 1:1 n. V. (2:4 i. E.) | FC Groningen |

## Halbfinale
| Datum      |                     | Ergebnis |              |
| ---------- | ------------------- | -------- | ------------ |
| 28.03.1984 | Feyenoord Rotterdam | 1:1      | HFC Haarlem  |
| 28.03.1984 | Fortuna Sittard     | 2:0      | FC Groningen |

### Wiederholungsspiel
| Datum      |             | Ergebnis |                     |
| ---------- | ----------- | -------- | ------------------- |
| 10.04.1984 | HFC Haarlem | 1:4      | Feyenoord Rotterdam |

## Finale
| Feyenoord Rotterdam                         | Feyenoord Rotterdam | Fortuna Sittard | Fortuna Sittard |
| ------------------------------------------- | --- | --- | --------------- |
| Feyenoord Rotterdam                         | \| 2. Mai 1984 in Feyenoord-Stadion, Rotterdam \| \| Ergebnis: 1:0 (0:0) \| \| Zuschauer: 40.000 \| \| Schiedsrichter: Bep Thomas \| \| Spielbericht \|                                                               | \| 2. Mai 1984 in Feyenoord-Stadion, Rotterdam \| \| Ergebnis: 1:0 (0:0) \| \| Zuschauer: 40.000 \| \| Schiedsrichter: Bep Thomas \| \| Spielbericht \|                                                          | Fortuna Sittard |
| Feyenoord Rotterdam                         | Joop Hiele – Ben Wijnstekers , Michel van de Korput, Ivan Nielsen, André Stafleu – André Hoekstra, Henk Duut, Johan Cruyff, Ruud Gullit – Willy Carbo (69. Peter Houtman), Stanley Brard. Cheftrainer: Thijs Libregts | André van Gerven – René Maessen, Chris Dekker , Mario Eleveld, Wilbert Suvrijn – Jo Bux, Arthur Hoyer, Wim Koevermans, Anne Evers – Roger Reijners, Theo van Well (82. Willy Boessen). Cheftrainer: Frans Körver | Fortuna Sittard |
| Feyenoord Rotterdam                         | 1:0 Peter Houtman (72.) | | Fortuna Sittard |
| 2. Mai 1984 in Feyenoord-Stadion, Rotterdam | | |                 |
| Ergebnis: 1:0 (0:0)                         | | |                 |
| Zuschauer: 40.000                           | | |                 |
| Schiedsrichter: Bep Thomas                  | | |                 |
| Spielbericht                                | | |                 |